# Ordoni d'Astorga
Ordoni d'Astorga (Regne de Lleó, començament del s. XI - Astorga, 1065) fou un Bisbe d'Astorga que és venerat com a sant al si de l'Església catòlica.
Fou monjo benedictí al monestir de Sahagún. El bisbe d'Astorga Sampir el cridà per ajudar-lo a impulsar la vida cristiana del bisbat. En 1061, quan el bisbe Diego mor, n'és elegit successor. Per encàrrec de Ferran I de Castella anà a Sevilla i n'endugué a Lleó les restes de Sant Isidor de Sevilla. Continuà com a bisbe d'Astorga fins a la mort el 23 de febrer de 1065. Fou sebollit a l'església de Santa Marta d'Astorga. Al segle xix, en ésser enderrocada l'església, les restes foren portades a Santa Coloma d'Astorga. L'arca de les relíquies es perdé i fou retrobada en 1985 al palau episcopal, d'on es portà a la nova parròquia de Santa Marta, on són avui.